# Dysmachus echinurus
Dysmachus echinurus är en tvåvingeart som beskrevs av Richter 1962. Dysmachus echinurus ingår i släktet Dysmachus och familjen rovflugor. Inga underarter finns listade i Catalogue of Life.